# Eduard Helly
Eduard Helly (Wenen, 1884 - Chicago, 1943) was een Oostenrijks wiskundige en de naamgever van de stelling van Helly, Helly-families, de selectiestelling van Helly, de Helly-metriek en de stelling van Helly-Bray. In 1912 publiceerde Helly een bewijs van de stelling van Hahn-Banach, dit 15 jaar voordat Hans Hahn en Stefan Banach deze naar hen genoemde stelling zelf ontdekten. Als krijgsgevangene in een Siberisch gevangenenkamp in Nikolsk-Oessoeriejsk leverde Helly belangrijke bijdragen aan de functionaalanalyse

## Voetnoten
1. ↑  (de)  Günter M. Ziegler: Wo die Mathematik entsteht, in: Die Zeit, weekblad, Hamburg, nr. 16, 15 april 2010, blz. 40